# Zonocryptus angustus
Zonocryptus angustus là một loài tò vò trong họ Ichneumonidae.